# پیتر دی کروز
پیتر وینسنت دی کروز (انگلیسی: Peter Vincent de Cruz؛ زادهٔ ۴ ژانویهٔ ۱۹۹۰) ورزشکار کرلینگ اهل سوئیس است. او دارندۀ مدال برنز المپیک در بازی‌های المپیک زمستانی ۲۰۱۸ در پیونگ چانگ است.
دی کروز در سه دوره قهرمانی کرلینگ جهان در سال های ۲۰۱۴، ۲۰۱۷ و ۲۰۱۹ مدال برنز گرفت.

## زندگی شخصی
دی کروز در حال حاضر در کانتون ژنو ساکن است.